# کائو ژونگرونگ
کائو ژونگرونگ (انگلیسی: Cao Zhongrong؛ زادهٔ ۳ نوامبر ۱۹۸۱) ورزشکار پنج‌گانه مدرن اهل چین است.
وی در مسابقات کشوری و بین‌المللی در مجموع برندهٔ ۱ مدال طلا، ۳ مدال نقره، ۲ مدال برنز شده‌است.